# Xysticus diversus
Xysticus diversus là một loài nhện trong họ Thomisidae.
Loài này thuộc chi Xysticus. Xysticus diversus được John Blackwall miêu tả năm 1870.